# 于登云
于登云（1961年11月—），原名于定高，男，湖南绥宁人，中国航天科技集团公司科技委副主任，中国探月工程副总设计师，中科院院士。

## 生平
于登云出生于湖南省绥宁县李熙桥镇李熙村于家大院，后立志航天事业改名于登云。1981年毕业于绥宁一中，作为绥宁县高考状元考入华中工学院（现华中科技大学）机械与电子系，后转入力学系，1985年大学毕业考入哈尔滨工业大学航天学院，获固体力学硕士学位，1988年进入中国空间技术研究院501部。

## 学术贡献
于登云主要从事航天器总体和动力学应用理论研究、分析软件开发和工程分析设计等工作。曾先后担任501部神舟飞船指挥、东方红四号卫星大平台指挥、中国探月工程副总设计师等职。

## 奖项
2020年与吴伟仁，孙泽洲一起作为嫦娥四号任务团队优秀代表，共同获得国际宇航联合会2020年度最高奖—“世界航天奖”，是首次获得该奖项的中国航天科学家团队。